# Església de Sant Blai de Campos
L'església de Sant Blai fou la primera església parroquial del terme de Campos. És situada a 3 km del nucli urbà, i ja es documenta en la butlla del Papa Innocenci IV de 1248, llavors sota l'advocació de Sant Julià. El 1405, la parròquia es va traslladar a una nova església construïda dins el nucli urbà, també sota l'advocació de Sant Julià, de manera que l'antiga església fou dedicada a Sant Blai. Es tracta d'una església de repoblament, de manera que originàriament era gòtica, però amb la reforma que patí el segle xvi perdé les característiques d'aquesta tipologia, si més no en l'interior. És de planta rectangular de nau única, coberta per una volta de creueria amb vuit capelles laterals. També té un pati, que distribueix l'entrada per l'exterior i l'accés a un dels dos portals de la nau, així com a l'antic cementiri, que actualment és un jardí de flora mediterrània.

## Celebracions

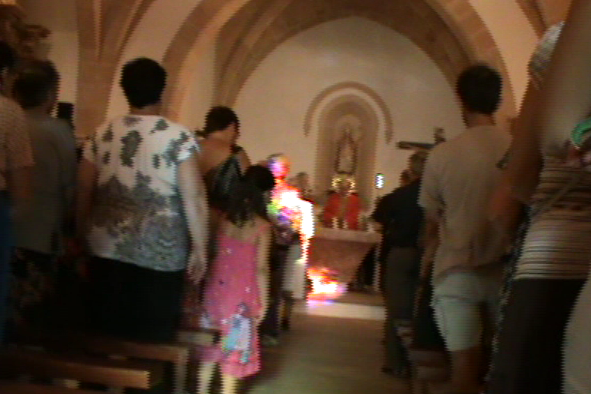
Missa a l'església de Sant Blai

El diumenge següent al 3 de febrer, el dia de Sant Blai, la gent de Campos acudeix a l'església per a passar el dia, venerar el sant, posar-se oli i comprar panellets, perquè es diu que això guareix el mal de coll. Hom hi va a peu, en bicicleta o en patinet, i per això aquest dia també es diu A Sant Blai Sense Fum. Les bicicletes parteixen de la plaça dels Tres Molins, i la gent a peu o en patinet, de davant l'ajuntament, en arribar es reparteix berenar i beure de part de l'ajuntament i després el rector diu una missa. També s'hi celebra el Pancaritat, Tots Sants, Pancaritat i la Festa de l'àngel.

## Accés
Per a arribar-hi s'ha de sortir de Campos pel carrer de Sant Blai / Ma-19 i, a la sortida del poble, agafar la carretera Ma-6040 en direcció a la Colònia de Sant Jordi; en el kilòmetre quatre hi ha una creu de terme, d'on parteix un camí de mig kilòmetre fins a l'església.